# Сара Черчил, војвоткиња од Малбороа
Сара Черчил војвоткиња од Малбороа (5. јун 1660. - 18. октобар 1744) била је жена Џона Черчила, првог војводе од Малбороа, а такође и блиска пријатељица Ане краљице Велике британије, па је у тим околностима била једна од најутицајнијих жена тог времена.
Због свог општепознатог пријатељства са краљицом Сара је добијала доста пажње јавних и утицајних личности које су се надале да ће она утицати код краљице која је требала да прихвати неке њихове захтеве.
Односи између њих две су временом постајали затегнути око неслагања за нека политичка, судска или црквена именовања. Све је то кулминирало 1711. године када су се њих две дефинитивно удаљиле и разишле. Тада је Сара отпуштена из суда, а њен муж био повучен са својих функција. Тада они напуштају Енглеску и путују Европом, с обзиром да је њен муж Џон због свог успеха у Рату за шпанско наслеђе постигао велики успех били су примани са свим почастима на немачким дворовима и у Римском царству.
У Енглеску се нису вратили док краљица Ана није умрла 1. августа 1714. године у Кенсингтонској палати. Након тога Сара је искористила своје умеће на пословном плану и убрзо зарадила доста новца куповином мањих имања. Тај тренд успешног пословања се наставио и после смрти њеног мужа Џона 1722. године. Чак је купила и тада чувени дворац Вимблдон.
На политичком плану је била активна све до своје смрти 18. октобра 1744. године у својој 84. години. Сахрањена је у палати Бленхајм.